# Naruhito
Naruhito (徳仁, Tóquio, 23 de fevereiro de 1960) é o atual Imperador do Japão, ascendeu ao Trono do Crisântemo em 1º de maio de 2019, iniciando a era Reiwa, após a abdicação de seu pai, Akihito, sendo o 126º monarca de acordo com a ordem tradicional de sucessão do Japão.
Titulado Príncipe Hiro (浩宮 Hiro-no-miya) durante a infância, ele tornou-se o herdeiro aparente do Trono do Crisântemo com a morte de seu avô, o Imperador Showa, no dia 7 de janeiro de 1989. Em 2019, após a abdicação do seu pai, tornou-se formalmente o 126º imperador do Japão.

## Biografia

### Educação

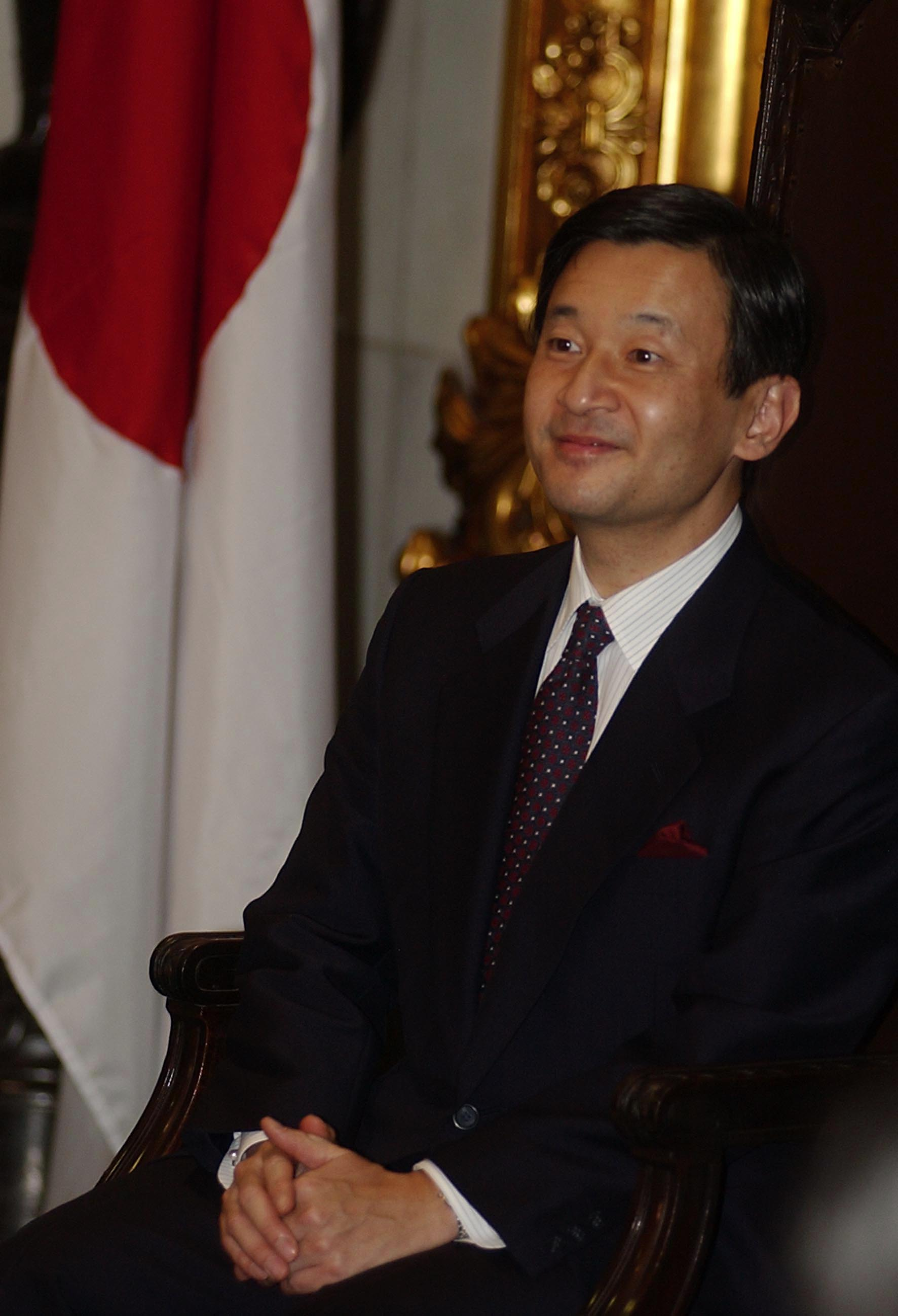
Naruhito em 2008.

Em 1982, Naruhito graduou-se do Departamento de História da Universidade de Gakushuin, especializando-se em história medieval japonesa. De 1983 até 1985, ele estudou em Merton College, na Universidade de Oxford, Reino Unido. Em 1988, completou seu doutorado em Humanidades na Gakushuin, tornando-se um pesquisador convidado dos arquivos da Universidade em abril de 1992. Desde 2003, concede palestras para alunos universitários.

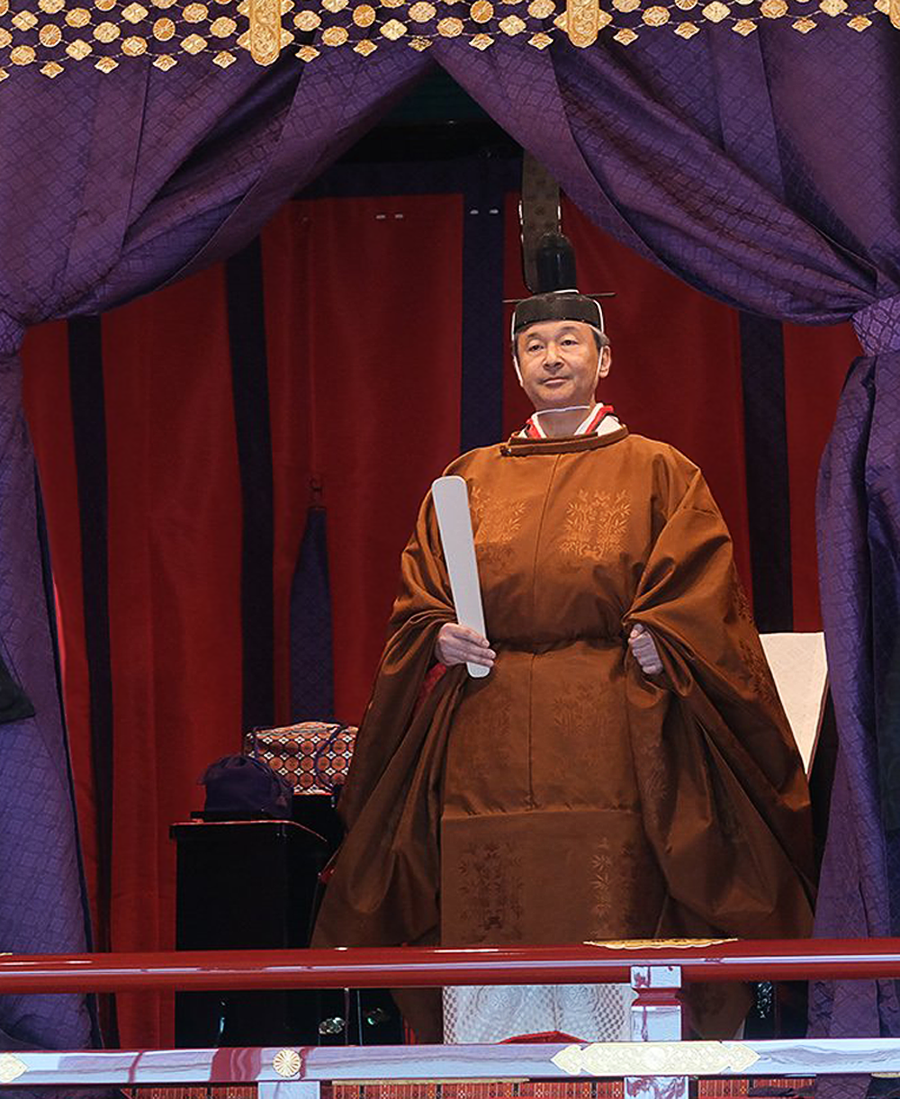
A cerimônia de entronamento de Naruhito, em outubro de 2019.

### Noivado e casamento
A imprensa japonesa relata que Naruhito pediu, pelo menos duas vezes a mão da plebeia Masako Owada (nascida em 1963) em casamento. Masako era uma então diplomata de vinte e nove anos do Ministério das Relações Exteriores japonês e trabalhava juntamente com seu pai, Hisashi Owada. O Palácio Imperial anunciou o noivado de Miss Owada em 19 de janeiro de 1993.
No dia 9 de junho de 1993, o príncipe herdeiro do Japão e Masako Owada casaram-se numa cerimônia xintoísta imperial em Tóquio, com oitocentos convidados e com uma audiência estimada em quinhentos milhões de pessoas ao redor do mundo. Todos os soberanos da Europa compareceram, bem como a maioria dos Chefes de Estado daquele continente.
Como consequência do casamento, Masako Owada foi titulada "Sua Alteza Imperial a Princesa Herdeira do Japão". Ela é popularmente conhecida apenas como "Princesa Masako", embora essa forma de tratamento esteja incorreta. O casal estabeleceu residência no Palácio Tōgū, em Tóquio.
A princesa Masako teve que desistir de sua carreira diplomática com seu casamento, já que a constituição japonesa não permite que membros da família imperial tenham um emprego.

### Descendência
O Imperador Naruhito e a Imperatriz Masako do Japão têm apenas uma filha, a Princesa Aiko (seu título real é Princesa Toshi), nascida no dia 1º de dezembro de 2001.

## Passatempos favoritos e interesses
O Imperador Naruhito, é um instrumentista de cordas, e costuma fazer apresentações de viola e violino como amante de música clássica. Gosta de praticar esportes como o tênis, o jogging e o montanhismo no seu tempo livre.
Ele já escreveu um livro, intitulado "The Thames And I: A Memoir Of Two Years At Oxford" (ISBN 1-905246-06-4), memórias sobre suas experiências na Universidade de Oxford que foram publicadas em 1992 e que tiveram a colaboração de Charles III, Monarca do Reino Unido.

## Saúde
Em junho de 2007, o então Príncipe Naruhito submeteu-se a uma cirurgia para retirada de um pólipo no duodeno. Seu avô paterno, o falecido Imperador Hirohito, morreu em janeiro de 1989, da mesma causa.
Em 2003, o pai do Imperador, o Imperador Akihito teve a próstata removida devido ao câncer e em 2012 o Imperador do Japão sofreu uma nova cirurgia, dessa vez cardiológica, para inserção de marcapasso no coração.

## Deveres como Imperador

O estandarte do Imperador

De acordo com a atual Constituição do Japão, em vigor desde 3 de maio de 1947, o Imperador é "o símbolo do estado e da unidade do povo" exercendo, maioritariamente, funções cerimoniais.
Foi o patrono do Comitê Olímpico Japonês até 1998, quando se tornou membro do Comitê Olímpico Internacional.

## Debate sobre sucessão imperial

Banner de banzai utilizado durante a entronização

Em novembro de 2005, um comitê governamental recomendou mudar a Lei de Sucessão Imperial de 1947 para garantir que o primogênito dos príncipes herdeiros, de qualquer sexo, se tornasse o herdeiro do Trono do Crisântemo. A opinião pública debatia uma reforma para possibilitar a ascensão da Princesa Aiko. O então primeiro-ministro, Junichiro Koizumi, comprometeu-se a levar a reforma ao Parlamento.
Entretanto, com a gravidez da Princesa Kiko, esposa do Príncipe Akishino, anunciada oficialmente em fevereiro de 2006, mudou-se os planos. Em setembro daquele ano, nasceu um menino, o Príncipe Hisahito de Akishino, que é o terceiro na linha de sucessão sob a atual lei. O nascimento de Hisahito foi um alívio para o país e, de fato, desencorajou as propostas que sugeriam a sucessão feminina. Antes de seu nascimento, 84% da população mostrava-se favorável à mudança.
Acredita-se que o debate será continuado e finalizado em um momento apropriado no futuro.
A ascensão de Naruhito ao Trono do Crisântemo foi antecipada, após seu pai anunciar que irá abdicar do trono por problemas de saúde. A renúncia dependia de mudanças na constituição japonesa, que não previa tal manobra.
Em 1° de abril de 2019 foi anunciado o nome da nova era: Reiwa, que começou a 1 de maio de 2019, quando Naruhito assumiu o trono. Após sua morte, Naruhito passará a ser chamado Imperador Reiwa, uma espécie de nome póstumo.
A 22 de outubro de 2019, Naruhito foi oficialmente entronizado, em uma cerimônia no Palácio Imperial de Tóquio. Representantes de 180 países compareceram ao evento.

## Títulos e estilos
- 23 de fevereiro de 1960 – 23 de fevereiro de 1991: Sua Alteza Imperial o Príncipe Hirohito
- 23 de fevereiro de 1991 – 30 de abril de 2019: Sua Alteza Imperial,  o Príncipe Herdeiro do Japão
- 1 de maio de 2019 – presente: Sua Majestade Imperial, o Imperador

## Condecorações
- Ordem do Crisântemo
- Ordem de Santo Olavo
- Grã-Cruz da Ordem Militar de Cristo de Portugal (2 de Dezembro de 1993)[38]